# Josef Podstatný
Josef Podstatný (23. března 1841 Březnice – 20. července 1904 Mladá Boleslav) byl český středoškolský profesor, filolog a spisovatel.

## Život
Narodil se v Březnici u Příbrami. Vystudoval gymnázium v Písku a Filozofickou fakultu Karlo-Ferdinandovy univerzity v Praze. Následně vyučoval latinu na gymnáziích v Litomyšli, Jindřichově Hradci a poté na benediktinském gymnáziu v Klatovech. Po odchodu mnichů z gymnázia se stal prvním světským ředitelem školy. Roku 1889 byl přeložen vykonávat funkci ředitele vyššího gymnázia v Mladé Boleslavi, při této příležitosti obdržel titul čestného občana města.
Josef Podstatný zemřel 20. července 1904 v Mladé Boleslavi. Tělo bylo pak uloženo v hrobce na starém hřbitově v Březnici na čestném místě poblíž zdi kostela sv. Rocha.

## Dílo

### Redakce
- Marcus Tullius Cicero: Chrestomathia Ciceroniana (1890) [1]
- Publius Ovidius Naso: P. Ovidia Nasona Vybrané básně (1880) [2]

### Články
- Poznámky exegetické k Tacitově Germanii (1884) [3]